# 파티마의 세계 사도직
파티마의 세계 사도직(영어: World Apostolate of Fátima) 또는 푸른 군대(영어: Blue Army)는 파티마의 메시지를 따라 개개인마다 복음의 가르침을 충실히 지키고 전파하여 성화하는 목적을 가진 로마 가톨릭교회의 국제 단체이다.

## 역사
푸른 군대는 1946년 미국 뉴저지주 플레인필드의 성 마리아 본당의 주임 사제 헤럴드 V. 코건 신부에 의해 창설되었다. 어느 날 코건 신부는 중병을 앓게 되어 병원 신세를 지게 되었는데, 이때 그는 병상에서 파티마의 성모에게 기도하면서 만일 자신의 병이 낫는다면 남은 생애를 전적으로 파티마의 성모에게 봉헌하겠다고 약속하였다. 그리고 기적적으로 병이 나은 그는 기도 덕분에 나은 것이라고 생각하고 자신이 했던 약속을 실천으로 옮겼다. 코건 신부는 자신의 본당 신도들에게 정기적으로 성모 마리아를 주제로 한 강론을 하기 시작하였다.
1917년 파티마에 발현한 성모 마리아가 전한 메시지는 미국 대중매체에 들어오기 시작하였다. 코건 신부는 우연히 파티마에 관한 기사를 읽고, 성모 마리아의 메시지에 감명을 받았다. 특히 러시아의 회개와 세계 평화 부분에서 깊은 감명을 받았다.
코건 신부는 성모 마리아의 메시지는 크게 다음 세 가지로 요약하였다.
- 매일 묵주 기도 5단을 바치며 그 신비를 묵상하고,
- 일상생활에서 오는 어떠한 고통도 희생으로 참아 받으며,
- 원죄 없는 성모 성심에 자기 자신을 봉헌하는 것이다.

이 세 가지 주제를 토대로 한 그의 강론은 신자들에게 큰 감명을 주었다. 이에 그는 사람들의 마음을 좀 더 강하게 휘어잡기 위해 두 가지 조건을 고안하여 추가하였다. 첫 번째는 위에서 열거한 세 조건들을 반드시 지키겠다는 서약을 하도록 한 것이고, 두 번째는 서약한다는 표시로 파란색 리본이나 메달을 다는 것이었다. 이 역시 큰 반향을 일으키며, 금세 모든 신자가 이에 동참하였다. 그리고 이때부터 코건 신부는 다른 본당 및 다른 나라들로까지 이를 전파하려는 생각을 갖게 되었다. 이들 단체가 푸른 군대라고 불리게 된 것은 코건 신부가 다음과 같은 말을 한 것에서 유래한다. “무신론 공산주의자들은 붉은 군대를 만들어 냈습니다. 그러나 우리는 성모님의 푸른 깃발 아래 모여 그들이 회개하도록 성모님의 요청을 실천에 옮기는 푸른 군대가 되어야 하겠습니다.”
코건 신부는 본당 밖의 신자들에게도 강론을 시작하여 크게 반향을 불러일으켰다. 코건 신부는 푸른 군대에 대한 교황의 인가를 받기 위해 1947년 바티칸으로 가서 교황 비오 12세를 알현하였다. 비오 12세는 “신부님은 이제 공산주의와 싸우는 총지휘관이 되셨군요. 나는 그런 의미에서 신부님과 모든 푸른 군대 회원에게 교황으로서의 장엄 축복을 내리겠습니다.”라는 말을 통해 푸른 군대를 공식적으로 인가하였다. 1950년에 푸른 군대 회원은 1백만 명을 돌파하였으며, 1953년에는 5백만 명을 돌파하였다. 오늘날 푸른 군대에는 약 2천만 명의 회원이 가입되어 있다.
대한민국에는 한국 전쟁 직후 미 해병 군종신부에 의해 처음으로 소개되었으나, 1946년 하 안토니오 몬시뇰이 한국 지부를 창립하면서 본격적으로 활동을 하기 시작하였다. 한국 지부는 매년 5월 13일에는 임진각에서, 10월 13일에는 교구를 순회하며 한반도 평화 통일 기원 미사를 봉헌하고 있다. 현재 한국 지부 회원 수는 약 15만 명이다.

## 같이 보기
- (영어) 푸른 군대 웹사이트
- (영어) 파티마의 세계 사도직 국제 센터